# Oberhausen-Rheinhausen
Oberhausen-Rheinhausen – gmina w Niemczech, w kraju związkowym Badenia-Wirtembergia, w rejencji Karlsruhe, w regionie Mittlerer Oberrhein, w powiecie Karlsruhe, wchodzi w skład związku gmin Philippsburg. Leży nad Renem, ok. 30 km na północ od Karlsruhe, przy granicy z Nadrenią-Palatynatem.